# فریدریش د لا مت فوکه
فریدریش د لا مت فوکه (آلمانی: Friedrich de la Motte Fouqué؛ ۱۲ فوریهٔ ۱۷۷۷ – ۲۳ ژانویهٔ ۱۸۴۳) یک نویسنده اهل آلمان بود.